# Царівка (Житомирський район)
Царі́вка — село в Україні, у Житомирському районі Житомирської області. Входить до складу Коростишівської міської громади. Населення становить 206 осіб.

## Історія
Село засноване в 1861 р За даними Л. Похилевича, в 1865 р в Царівка належала якомусь Карпенку. Тоді в селі проживало 273 чоловік.
У Царівці на поч. ХХ ст. налічувалося з півсотні гончарів, які славилися вишуканим посудом світлочервоного кольору, а також керамічними димарями. Донині тут гончарує кілька майстрів, простий і полив'яний посуд котрих відзначається традиційністю форм, високою технологічною якістю виготовлення та стриманістю орнаментування. Відомі царівчанські гончарі — Микола Хієнко, Дмитро та Іван Каченюки, Микола Токаренко. Царівка вважалась одним із гончарних осередків.
13 листопада 1921 р. під час Листопадового рейду через Царівку проходила Волинська група (командувач — Юрій Тютюнник) Армії Української Народної Республіки.
21 листопада 1921 р. через Царівку, вертаючись з Листопадового рейду, проходила Подільська група (командувач Сергій Чорний) Армії Української Народної Республіки.

## Населення

### Мова
Розподіл населення за рідною мовою за даними перепису 2001 року:
| Мова       | Кількість | Відсоток |
| ---------- | --------- | -------- |
| українська | 202       | 98.06%   |
| російська  | 4         | 1.94%    |
| Усього     | 206       | 100%     |

## Пам'ятки
- Конвалія — ботанічний заказник місцевого значення.

## Галерея

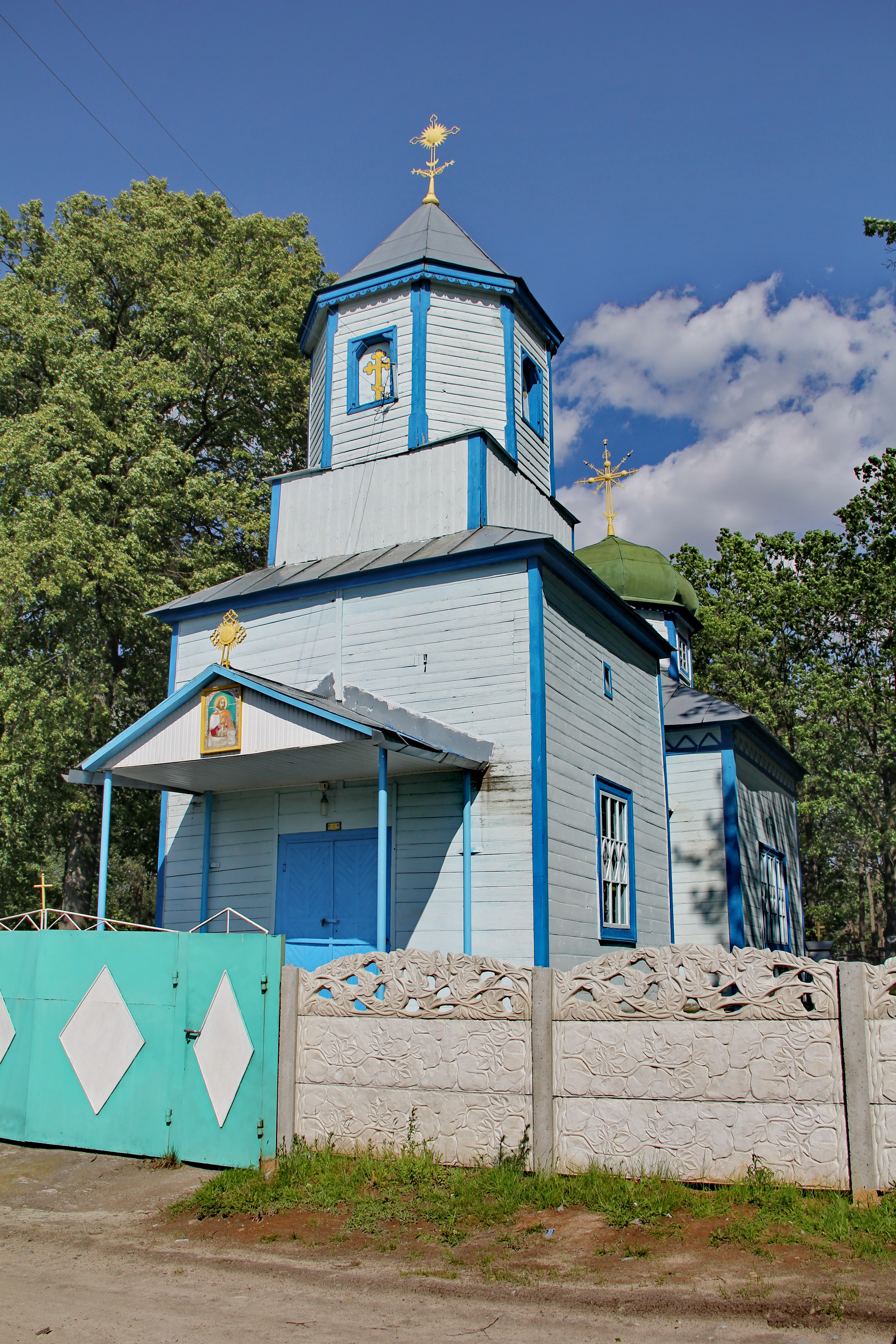
Церква у селі